# کاجی‌سای
کادجی سای (به لاتین: Kadji Say) یک منطقهٔ مسکونی در قرقیزستان است که در استان ایسیق‌کول واقع شده‌است. کادجی سای ۴٬۲۲۲ نفر جمعیت دارد و ۱٬۷۴۰ متر بالاتر از سطح دریا واقع شده‌است.